# MTV Europe Music Awards 2000
Gli MTV Europe Music Awards 2000 sono stati trasmessi da Stoccolma, Svezia il 16 novembre 2000 in diretta dall'Ericsson Globe. È stata la 7 edizione della omonima premiazione e fu condotta dal cantante Wyclef Jean.
Lo show prevedeva 12 set diversi. Jennifer Lopez si è esibita con la sua hit "Love Don't Cost a Thing" scendendo nell'arena a bordo di un mini aeroplano, Ricky Martin ha interpretato "She Bangs" circondato da ballerini "subacquei" e Robbie Williams e Kylie Minogue hanno riproposto la loro "Kids". Le Spice Girls si sono esibite in pubblico per l'ultima volta prima del loro scioglimento. Madonna (che indossava una maglietta di Kylie Minogue) si è esibita con la hit "Music".
A presentare i vari premi si sono alternati tra gli altri Kelis, Guy Ritchie, Moby e Heidi Klum.

## Esibizioni
- U2 — "Beautiful Day"
- All Saints — "Pure Shores"
- Madonna — "Music"
- Spice Girls — "Holler"
- Robbie Williams e Kylie Minogue — "Kids"
- Moby — "Porcelain"
- Jennifer Lopez — "Love Don't Cost a Thing"
- Ronan Keating — "Life Is a Rollercoaster"
- Guano Apes — "No Speech"
- Backstreet Boys — "Shape of My Heart"
- Bomfunk MC's — "Freestyler"
- Ricky Martin — "She Bangs"

## Vincitori
I vincitori sono indicati in grassetto.

### Miglior gruppo
- Backstreet Boys
- blink-182
- Bon Jovi
- Red Hot Chili Peppers
- Travis

### Miglior canzone
- Melanie C (featuring Lisa "Left-Eye" Lopes) — "Never Be the Same Again"
- Madonna — "Music"
- Sonique — "It Feels So Good"
- Britney Spears — "Oops!... I Did It Again"
- Robbie Williams — "Rock DJ"

### Miglior artista femminile
- Melanie C
- Janet Jackson
- Jennifer Lopez
- Madonna
- Britney Spears

### Miglior artista maschile
- Eminem
- Ronan Keating
- Ricky Martin
- Sisqó
- Robbie Williams

### Miglior artista hip-hop
- Busta Rhymes
- Cypress Hill
- Dr. Dre
- Eminem
- Wyclef Jean

### Miglior rivelazione
- Anastacia
- blink-182
- Bomfunk MC's
- Melanie C
- Sonique

### Miglior artista R&B
- Aaliyah
- Destiny's Child
- Janet Jackson
- Jennifer Lopez
- Sisqó

### Miglior album
- Bon Jovi — Crush
- Eminem — The Marshall Mathers LP
- Macy Gray — On How Life Is
- Moby — Play
- Travis — The Man Who

### Miglior artista dance
- Artful Dodger
- Madonna
- Moby
- Moloko
- Sonique

### Miglior artista rock
- Bon Jovi
- Foo Fighters
- Korn
- Limp Bizkit
- Red Hot Chili Peppers

### Miglior artista pop
- All Saints
- Backstreet Boys
- 'N Sync
- Britney Spears
- Robbie Williams

### Miglior video
- blink-182 — "All the Small Things"
- Foo Fighters — "Learn to Fly"
- Moby — "Natural Blues"
- Red Hot Chili Peppers — "Californication"
- Robbie Williams — "Rock DJ"

### Miglior artista UK & Irlanda
- Craig David
- Sonique
- Travis
- Westlife
- Robbie Williams

### Miglior artista nordico
- The Ark
- Bomfunk MC's
- Darude
- Shimoli
- Thomas Rusiak

### Miglior artista tedesco
- Die Ärzte
- Die Toten Hosen
- Echt
- Fuenf Sterne Deluxe
- Guano Apes

### Miglior artista olandese
- Anouk
- Bløf
- Kane
- Krezip

### Miglior artista francese
- Laurent Garnier
- Modjo
- Phoenix
- Saïan Supa Crew
- Bob Sinclar

### Miglior artista polacco
- Brathanki
- Reni Jusis
- Kayah
- Kazik
- Myslovitz

### Miglior artista spagnolo
- Dover
- Enrique Iglesias
- M-Clan
- Mónica Naranjo
- OBK

### Miglior artista italiano
- Carmen Consoli
- Lùnapop
- Paola & Chiara
- Piero Pelù
- Subsonica

## Altri Award

### Free Your Mind Award
- Otpor!